# Ifitos
Ifitos – jeden z czterech synów Eurytosa, króla Ojchalii.
Posądził Heraklesa o kradzież klaczy i mułów ze stadniny swego ojca, który obraził herosa w czasie zawodów łuczniczych, których nagrodą była Jole, córka Eurytosa. Niewinny Herakles wpadł w gniew i zrzucił Ifitosa z najwyższej wieży Tirynsu. Po tym morderstwie odmówił Heraklesowi obrzędu oczyszczenia król Pylos, Neleus. Aby się oczyścić, Herakles oddał się królowej Omfale w roczną niewolę.